# Rachid Ghezzal
Rachid Ghezzal (Francia, 9 de mayo de 1992) es un futbolista argelino que juega en la posición de centrocampista en el Çaykur Rizespor de la Superliga de Turquía. Es internacional con la selección de fútbol de Argelia.

## Carrera
En el año 2010 firmó un contrato de cinco años con el Olympique de Lyon, en donde jugó en su filial hasta la temporada 2012-13 donde pasó a ser parte del primer equipo. Debutó en la UEFA Europa League 2012-13 frente a un equipo de Israel. En la siguiente temporada estuvo lesionado durante mucho tiempo. La temporada 2015-16 fue su mejor temporada hasta la fecha, logrando muchos goles y asistencias y llamando la atención de muchos clubes europeos.
Ha jugado a nivel internacional en las categorías inferiores de la selección de Francia y la de Argelia. Sin embargo, finalmente se decantó por jugar en la selección absoluta de Argelia, marcando su primer gol el 25 de marzo de 2016 frente a Etiopía.

### Mónaco
El 7 de agosto de 2017, y tras haber acabado contrato con el Olympique de Lyon, fichó por el AS Mónaco.
Marcó su primer gol con el Mónaco el 22 de septiembre de 2017 en la victoria de su equipo por 0-4 frente al Lille O. S. C.

### Leicester City
El 5 de agosto de 2018 se confirmó su traspaso al Leicester City F. C. de la Premier League.

#### Cesiones
El 2 de septiembre de 2019 fue cedido a la ACF Fiorentina una temporada. En octubre de 2020 también fue prestado, marchándose en esta ocasión al Beşiktaş J. K. durante el mismo periodo de tiempo. A este último equipo regresó en agosto de 2021 después de que ambos clubes llegaran a un acuerdo para su traspaso.

## Clubes
| Club                    | País       | Año       |
| ----------------------- | ---------- | --------- |
| Olympique de Lyon II    | Francia    | 2010-2012 |
| Olympique de Lyon       | Francia    | 2012-2017 |
| A. S. Monaco F. C.      | Francia    | 2017-2018 |
| Leicester City F. C.    | Inglaterra | 2018-2021 |
| ACF Fiorentina (cedido) | Italia     | 2019-2020 |
| Beşiktaş J. K. (cedido) | Turquía    | 2020-2021 |
| Beşiktaş J. K.          | Turquía    | 2021-2024 |
| Çaykur Rizespor         | Turquía    | 2024-     |

## Palmarés

### Títulos nacionales
| Título               | Club           | País    | Año  |
| -------------------- | -------------- | ------- | ---- |
| Superliga de Turquía | Beşiktaş J. K. | Turquía | 2021 |
| Copa de Turquía      | Beşiktaş J. K. | Turquía | 2021 |
| Supercopa de Turquía | Beşiktaş J. K. | Turquía | 2021 |
| Copa de Turquía      | Beşiktaş J. K. | Turquía | 2024 |